# 鄧英 (萬曆進士)
鄧英（16世纪—17世纪），號六沙，江西吉安府安福县民籍，明朝官员。

## 生平
万历四十三年（1615年）乙卯科江西乡试第八十一名举人，四十七年（1619年）己未科三甲三十六名進士，兵部觀政，本年六月授南直隶霍丘县知县，天啓元年（1621年）應天府同考，崇祯三年（1630年）授吏科給事中，七年降调。

## 家族
曾祖鄧敦厚。祖父鄧應瑝。父鄧尚賓。